# Nolet Ziekenhuis
Het Nolet Ziekenhuis is een niet meer bestaand katholiek ziekenhuis in Schiedam. Het ziekenhuis, dat oorspronkelijk de Dr. Noletstichting heette, is genoemd naar de huisarts en voormalig geneesheer-directeur van het Gemeenteziekenhuis, dr. E.J.M. Nolet (1845-1913). Deze liet bij testament een groot bedrag na voor de bouw. Het stond tussen de Dr. Noletstraat en de Stadhouderslaan. Het Nolet Ziekenhuis ging open op 15 mei 1928 en zou als zelfstandig ziekenhuis blijven bestaan tot 1981. In dat jaar fuseerde het met het nabijgelegen Gemeenteziekenhuis tot het Schieland Ziekenhuis en werd toen locatie Stadhouderslaan genoemd. Het werd in 1994 gesloten en in 1997 gesloopt. Tegenwoordig staat op deze plek een vestiging van GGZ Delfland.